# Arnold Oechslin
Arnold Oechslin, auch Noldi genannt (* 7. Juli 1885 in Schaffhausen; † 14. November 1960 ebenda), war ein Schweizer Maler, Bildhauer, Zeichner, Grafiker, Bühnenbildner und Kunstpädagoge.

## Leben und Werk
Arnold Oechslins Eltern waren der Seiler Carl Caspar Oechslin (1842–1907) und Anna Barbara, geborene Oechslin (1882–1911). Diese war eine Nichte des Bildhauers Johann Jakob Oechslin. Arnold Oechslin hatte elf Geschwister. Ein Bruder war der Seilfabrikant Oscar Oechslin. Ein Neffe war der Zeitungsverleger und Chefredaktor der Schaffhauser Nachrichten Carl Oechslin (1916–1971).
Oechslin machte eine Steinbildhauerlehre, vermutlich bei Johann Martin Oechslin (1868–1936). Anschliessend studierte er ab Wintersemester 1903/1904 zuerst als Hospitant, dann als Vollschüler bis zum Ende des Sommersemesters 1906 Bildhauerei an der Königlichen Kunstgewerbeschule Nürnberg (heutige Akademie der Bildenden Künste Nürnberg). Ab 1908 und von 1911 bis 1914 studierte er an der Berliner Akademie vornehmlich grafische Techniken. Von 1908 bis 1911 widmete sich Oechslin als Atelierschüler von Paul Vorgang der Landschaftsmalerei. Er heiratete 1914 die aus Berlin-Neukölln stammende Albertine Wilhelmine Irma, geborene Grunder (* 26. Februar 1891; † 3. August 1969). Ihr Sohn war der Maler und Bühnenbildner Albert Oechslin genannt Ary (1914–1994).  

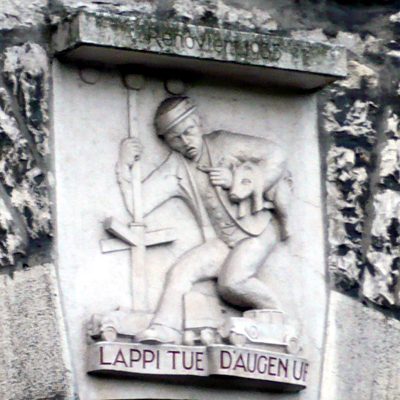
Schwabentorturm «LAPPI TUE D’AUGEN UF»

Oechslin siedelte mit seiner Familie 1917 nach Schaffhausen über und unterrichtete Zeichnen an der von Ernst Jakob Homberger und Georg Fischer gegründeten und von Karl Moser erbauten privaten Pestalozzischule. Von 1932 bis 1940 unterrichtete Oechslin Modellieren an der Städtischen Gewerbeschule. Von 1933 bis 1940 war er als Vorstandsmitglied des «Munot-Vereins» für die Dekoration zuständig. Oechslin unternahm 1927 eine Studienreise, die ihn hauptsächlich in die Kunststätten von Nord- und Süditalien führte. 
1940 übersiedelte Oechslin wieder nach Berlin und scheint bis auf einen Aufenthalt in Wasselnheim im Elsass bis Ende 1945 dort gelebt zu haben. Während des Zweiten Weltkriegs verlor er durch einen Bombenangriff sein gesamtes Hab und Gut. Ab Januar 1946 bis zu seinem Tod lebte Oechslin wieder in Schaffhausen.
Oechslin schuf zahlreiche Exlibris, Weinetiketten und Plakate, insbesondere für die Brauerei Falken. Zudem schuf er Wandmalereien und das Relief am Schwabentor. Sein Spruch, der seit 1935 am Schlussstein des nördlichen Torbogens prangt: «Lappi tue d’Augen uf» («Narr, mach die Augen auf!») wurde weit über Schaffhausen bekannt.